# Cmentarz ewangelicki przy ulicy Nowej w Raciborzu
Cmentarz ewangelicki – trzeci cmentarz ewangelicki powstały w Raciborzu, znajdował się przy obecnej ulicy Nowej, założony w 1779 roku.

## Historia
Po uzyskaniu zezwolenia na założenie domu modlitwy i cmentarza w mieście, ewangelicy już w tym samym roku, 1740 roku, założyli cmentarz przy obecnej ulicy Nowej (w okolicach stacji benzynowej). W 1779 roku został wzniesiony murowany kościół ewangelicki. Świątynia ta była lekko cofnięta od linii ulicy Nowej, reszta działki należącej do gminy ewangelickiej zajmował wtedy cmentarz. Od 1813 roku, po kasacji konwentu, kościół dominikanek pw. Ducha Świętego służył gminie ewangelickiej, a dawny kościół przy ulicy Nowej przestał pełnić swoją rolę. W 1838 roku miasto zakupiło teren dawnego kościoła i cmentarza z przeznaczeniem do rozbiórki. W latach 1842–1864 na tym terenie powstał plac św. Marcelego – patrona miasta. Od 1832 roku cmentarz ten był czynny, aż do likwidacji, która nastąpiła w 1838 roku. Prawdopodobne jest, że podczas likwidacji zabrane płyty nagrobne znajdują się na terenie obecnego muzeum (kościół pw. Ducha Świętego).